# Amegilla mimica
Amegilla mimica är en biart som först beskrevs av Rayment 1944.  Amegilla mimica ingår i släktet Amegilla och familjen långtungebin. Inga underarter finns listade i Catalogue of Life.